# Manoel Ludgério
Manoel Ludgério Pereira Neto (Catolé do Rocha, 23 de outubro de 1967) é um político brasileiro atualmente filiado ao PSDB. Entre 2003 e 2023 exerceu 5 mandatos como deputado estadual pela Paraíba, além de ter sido vereador de Campina Grande entre 1993 e 2002.

## Biografia
Sua primeira eleição foi em 1988, quando concorreu a uma vaga na Câmara Municipal de Campina Grande pelo PMDB, recebendo apenas 963 votos. Em 1992, foi eleito com 1.504 votos, sendo reeleito em 1996 e 2000, sendo o vereador mais votado nesta última (5.335 votos).
Em 2002, disputou uma vaga na Assembleia Legislativa pelo PTB, ficando com a 32ª colocação entre os deputados estaduais eleitos. Nas eleições de 2004, lançou sua esposa Ivonete Ludgério a uma vaga na Câmara de Vereadores de Campina Grande, obtendo 4.610 votos. Em 2006, filiado ao  PDT, foi reeleito com a segunda maior votação para a ALPB (38.129 votos), ficando empatado proporcionalmente com Zenóbio Toscano do PSDB (1,95%), repetindo o feito em 2010 (também pelo PDT), 2014 e 2018 (ambos pelo PSD).
Em 2022, Manoel Ludgério chegou a se filiar ao PL para tentar o sexto mandato consecutivo como deputado estadual, mas voltou atrás e escolheu se filiar ao PSDB, e apesar de ter sido lembrado por 23.492 eleitores, não conseguiu a reeleição. Com a cassação da candidatura de Márcio Roberto (Republicanos), chegou a ser cogitado para reassumir a vaga na ALPB, mas foi preterido por Bosco Carneiro (também do Republicanos).

## Vida pessoal e polêmicas
Em maio de 2018, o deputado estadual, juntamente com sua esposa Ivonete Ludgério e um assessor parlamentar, foram denunciados pelo Ministério Público de terem contratado uma empregada doméstica que teria atuado como servidora "fantasma" na ALPB, e em janeiro de 2020 viraram réus na Justiça.
Em junho de 2023, foi divulgado na plataforma Sagres do Tribunal de Contas do Estado da Paraíba um dado público que Ludgério teria um salário de 17.124 reais e 80 centavos como agente de serviços gerais na Prefeitura Municipal de Campina Grande mesmo sem dar expediente, porém o ex-deputado estadual negou e afirmou que seu salário era de 7 mil reais.